# Großhofen
Großhofen là một thị trấn ở huyện Gänserndorf thuộc bang Niederösterreich nước Áo. Đô thị Großhofen có diện tích 6,18 km², dân số năm 2001 là 92 người.